# Luís Mateus Maylasky
Luís Mateus Maylasky, visconde de Sapucaí (Košice, 21 de agosto de 1838 — Nice, 15 de novembro de 1906), foi um militar austríaco, empresário no Brasil e nobre em Portugal. Sua cidade natal se localiza, atualmente, no território da Eslováquia.

## No Brasil
Chegou a Sorocaba em janeiro de 1866 e trabalhou como gerente da fábrica de algodão de Roberto Dias Baptista e mais tarde se tornou sócio de Roberto.
Viveu em Sorocaba, e, por volta de 1869, (época da 'febre do ouro branco') a cidade era conhecida como 'A capital do algodão'. Roberto e Maylaski em 24 de maio de 1871 inauguraram a Companhia da Estrada de Ferro, que se chamaria mais tarde Estrada de Ferro Sorocabana. Casou-se com Ana Franco de Andrade.
Em 1876, o meu intimo amigo Sr. Roberto Dias Baptista, um dos mais distinctos chefes do Partido Liberal, e outros cidadãos considerados lembraram-se de propor-me para o cargo de vereador. (Maylasky, Jornal Gazeta, Sorocaba, 26 de julho de 1878). Roberto Dias Baptista seu fiel amigo, era um homem muito rico, inclusive empregou sua fortuna na fundação da Estrada de Ferro Sorocabana e tinha intenção de eleger Maylasky deputado. No entanto, o Partido Liberal negou a candidatura de Maylasky por conta de sua condição de estrangeiro naturalizado e Baptista deixou o partido em protesto.
Foi o primeiro dirigente da Estrada de Ferro Sorocabana, mas em assembleia geral, em 15 de maio de 1880, Maylasky foi demitido. Seu sucessor, Francisco de Paula Mayrink, o acusou de gestão ilegal, malversação de fundos e, inclusive, de desfalque. Em 1880, Maylasky deixa Sorocaba.
Posteriormente foi um dos fundadores e diretor também da Viação Férrea Sapucaí, em Minas Gerais.

## Portugal
Adquiriu os títulos de Fidalgo cavaleiro da Casa Real e visconde por decreto real de 29 de maio de 1891 do rei Dom Carlos I de Portugal.